# Goril·la occidental

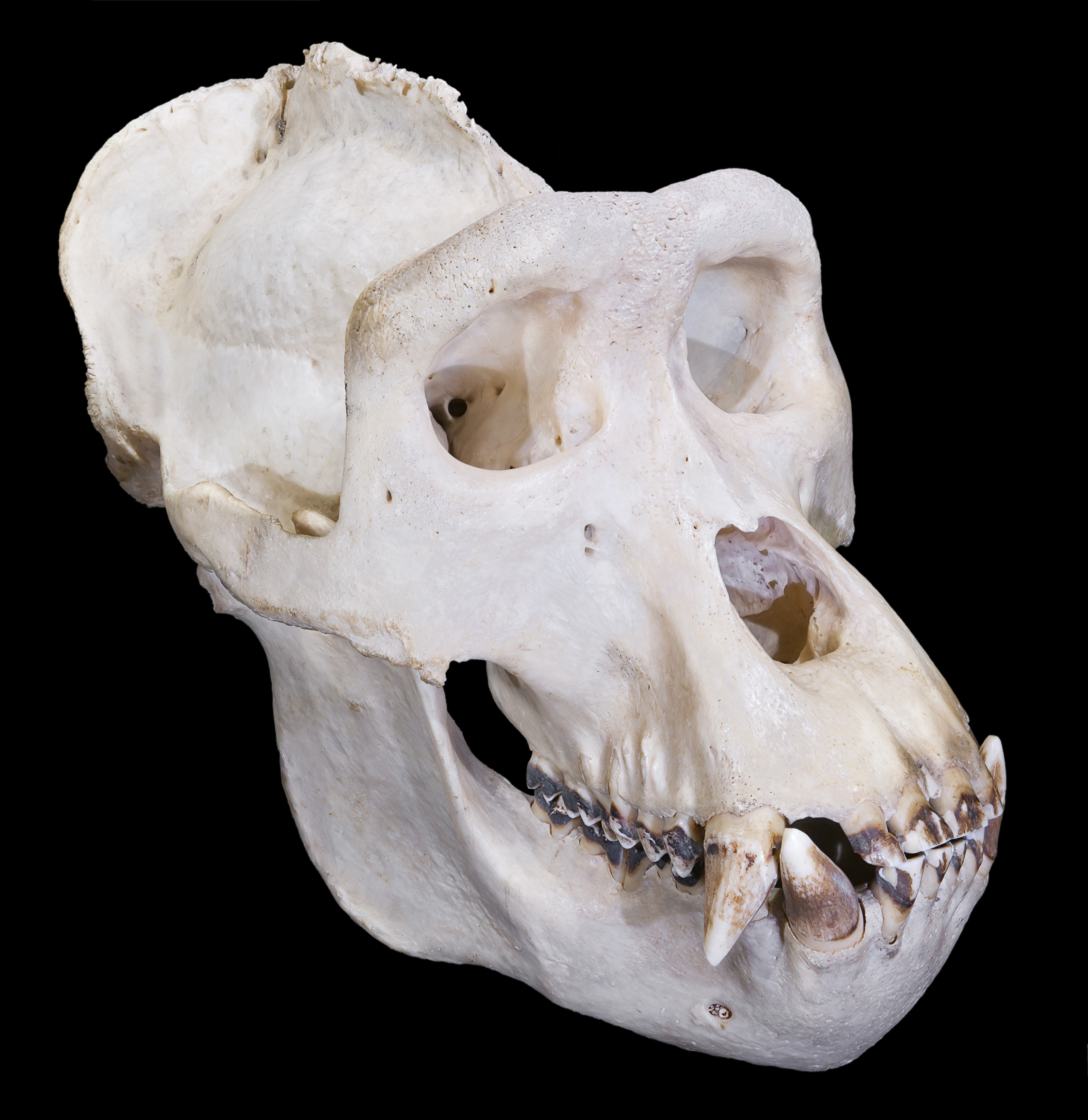
Crani d'un mascle

El goril·la occidental (Gorilla gorilla) és l'espècie amb més població del gènere dels goril·les. Les estimacions de població varien però es creu que n'hi ha entre vuitanta i cent mil exemplars; quasi tots són de la subespècie de goril·la de les planes occidental G. g. gorilla però hi ha uns 300 individus del tipus goril·la del riu Cross G. g. diehli.

## Comportament
El goril·la occidental és d'hàbits diürns i terrestres. Passa la major part del dia menjant i descansant. Tant els mascles com les femelles preparen un "niu" o llit on dormen. Un nou niu és construït cada tarda en les branques no gaire altes o a terra, el mascle principal normalment prepara el seu llit a terra.
La unitat familiar consisteix d'un mascle dominant, és possible que hagin un o dos mascles adults subordinats, i una o diverses femelles i els seus fills. Normalment aquests grups es componen de cinc a dotze individus, però poden ser de fins a trenta d'ells. Usualment el mascle dominant és un adult que ja té l'esquena platejada. Alguns mascles viuen solitaris.
No és una espècie territorial. Quan dos grups es troben és usual que cada grup continuï amb les seves activitats sense cap demostració d'agressió entre els mascles dominants. Cada grup empra una àrea d'acció de 200-5.000 hectàrees.
Les mares tenen un fill en cada embaràs. És possible que siguin dos però en la naturalesa usualment només un sobreviu. Normalment les mares només tenen un fill cada cinc o sis anys. La menstruació és cada 28 dies i són capaços de procrear durant tot l'any. El període de gestació dura uns vuit mesos, aproximadament uns 250 dies. En néixer la cria pesa uns dos quilograms. Les femelles arriben a la maduresa als 7 o 8 anys, els mascles són adults als 12 anys.
En la naturalesa als goril·les occidentals se'ls estima una longevitat d'uns 40 anys.
L'alimentació del goril·la occidental consisteix en fruites i fulles. En algunes regions demostren preferències per les fruites, en altres llocs per les fulles.

## Nombre d'espècies
Fa molt de temps que els científics van establir que només existia una espècie de goril·la al món, Gorilla gorilla, i d'aquí neix la confusió de classificar al goril·la occidental com l'única espècie de goril·la, encara en l'actualitat. No obstant això, després d'una extensa investigació genètica, alguns científics van qüestionar aquest fet. En lloc d'això, van concloure que existeixen dues espècies de goril·les: el goril·la occidental i el goril·la oriental.

## Subespècies
El goril·la occidental té dues subespècies, el goril·la de les planes occidental i el goril·la occidental del riu Cross:
- Gorilla gorilla gorilla
- Gorilla gorilla diehli